# Dicranomyia signatella
Dicranomyia signatella là một loài ruồi trong họ Limoniidae. Chúng phân bố ở miền Cổ bắc.